# Eltraskjeret
Eltraskjeret ist eine unbewohnte Schäreninsel im Sulafjord in Norwegen und gehört zur Gemeinde Sula der norwegischen Provinz Møre og Romsdal. 
Sie ist der großen Insel Sula etwa 100 Meter vor deren westlichsten Punkt Eltraneset vorgelagert. Westlich und südlich erstreckt sich der Sulafjord, nördlich der Heissafjord. Die Uferlinie der felsigen Insel ist zerklüftet und erreicht einen Durchmesser von etwa 40 Metern. Westlich der Insel befindet sich ein Seezeichen.